# 德拉管巢蛛
德拉管巢蛛（学名：Clubiona drassodes）为管巢蛛科管巢蛛属的动物。在中国大陆，分布于福建等地。